# Karel Bron
Karel Godfried Bron (Amsterdam, 30 april 1897 - Kamp Natzweiler, 10 mei 1944) was een Nederlandse verzetsstrijder tijdens de Tweede Wereldoorlog.
Hij was de oudste zoon en het tweede kind van de Bevelhebber der Zeestrijdkrachten in Nederlands-Indië, de viceadmiraal J.A.M. Bron. In navolging van zijn vader nam hij dienst bij de marine. In de jaren '20 was hij commandant van verschillende onderzeeboten. Na zijn actieve dienst trad hij in dienst bij Müller & Co's Stuwadoors Mij. N.V.. In 1939 werd hij directeur van de Stoomvaart Maatschappij Zeeland. In datzelfde jaar werd Bron gemobiliseerd.
Tijdens de oorlog maakte hij op Walcheren aanvankelijk deel uit van de verzetsgroep Van Beest. Later leidde hij zijn eigen groep. Hij werd hoofd van de Ordedienst in de provincie Zeeland. Als zodanig werd hij slachtoffer van het grote offensief dat de Duitse bezetter vanaf mei 1942 inzette tegen de Orde Dienst, waarbij grote aantallen voormalig beroepsofficieren werden opgepakt. Bron werd opgepakt en overgebracht naar de gevangenis van Scheveningen (Oranjehotel). In 1943 werd hij naar Natzweiler getransporteerd, waar hij in 1944 aan acute dysenterie overleed.

## Onderscheidingen
- Bronzen Kruis op 2 januari 1950[2][3]
- Oorlogsherinneringskruis met gesp[3]
- Verzetsherdenkingskruis[3]
- Onderscheidingsteken voor Langdurige Dienst als officier met getal: XXX[3]
- Mobilisatiekruis 1914-1918[3]